# Wolfenstein: The New Order
Wolfenstein: The New Order es un videojuego de disparos acción-aventura en primera persona producido por MachineGames y publicado por Bethesda Softworks. Es la secuela de Wolfenstein de 2009. Fue lanzado el 20 de mayo de 2014 para PlayStation 3, PlayStation 4, Xbox 360, Xbox One y Microsoft Windows.

## Argumento
El juego se inicia en un escenario histórico alternativo (Ucronía), en el cual la Segunda Guerra Mundial se acerca a su fin gracias al aplastante poder militar nazi. El protagonista, William Joseph "B.J." Blazkowicz, se encuentra a bordo de uno de los cientos de bombarderos que forman parte de una desesperada contraofensiva aliada para tratar de destruir la fortaleza del Dr. Wilhem Strasse, mejor conocido como Calavera, un despiadado científico nazi responsable de los sorprendentes avances tecnológicos que han permitido inclinar la balanza de la victoria hacia el bando del Tercer Reich. Sin embargo, la fortaleza de Calavera está fuertemente defendida por cañones antiaéreos que derriban cientos de aviones aliados, incluyendo el avión donde iba B.J..
Durante la primera fase del juego, B.J. Blazkowicz y sus compañeros, el piloto Fergus Reed y el joven soldado Probst Wyatt III, tratan de asaltar la fortaleza y acabar con Calavera, descubriendo que dentro de la fortaleza se realizaban experimentos humanos inimaginables. Tras ser atrapados en unas paredes movedizas de una habitación, B.J. es capturado en el último momento junto con sus compañeros, quienes se verían las caras con el mismísimo Calavera, quien frustrado por cómo Blazkowicz había arruinado sus planes en el pasado, lo obliga a escoger a quién desea sacrificar, si a Fergus o a Wyatt, para realizar un macabro experimento (esta decisión no altera el final de la historia, pero sí modificará el transcurso de la misma). Posteriormente, Calavera abandona a su suerte al grupo de soldados para que mueran incinerados. Es entonces cuando la rápida reacción del compañero que quede, permite al equipo de supervivientes escapar saltando por una ventana. Justo en el último instante, una explosión lanza un pedazo de metralla que se incrusta accidentalmente en la cabeza de B.J. dejándolo en coma y a la deriva en el mar. 
A pesar de que oficialmente es dado por desaparecido, B.J. es en realidad rescatado por unos pescadores. Sin embargo, debido a su estado catatónico y vegetativo, lo internan en un hospital psiquiátrico en algún lugar de Polonia. Allí es atendido por una familia de médicos y cuidadores de entre los cuales destaca la joven enfermera Anya Oliwa, la hija del dueño del hospital psiquiátrico, quien se encariña especialmente con el protagonista a pesar de su estado. Sin poder hacer nada, Blazkowicz observa con el correr de los días cómo los dueños del hospital psiquiátrico eran obligados por las autoridades Nazis a entregar a pacientes para ser utilizados como conejillos de Indias en los experimentos de Calavera. 
Catorce años pasarían. Blazkowicz se recuperaba lentamente mientras observaba todo lo que sucedía sin comprender lo que estaba ocurriendo, únicamente contando con el cuidado de Anya quien era su única compañía. 
Un día llega un escuadrón de exterminio al mando del general Keller, el cual descaradamente afirma que está allí para clausurar el manicomio con el pretexto de llevar a cabo un proceso de limpieza, por considerar a los enfermos mentales del hospital como seres inferiores; a su orden. Los Nazis empiezan a matar a todos los pacientes, excepto al personal que trabajaba allí; el padre de Anya trata de impedirlo pero el soldado le dispara, matándolo a él y a su esposa y dejando inconsciente a Anya, a la que llevan para que Keller decida qué hacer con ella. En ese momento, el asesino de los padres de Anya está a punto de matar a B.J, pero este, en un instante de adrenalina y de alta tensión, sale de su estado vegetativo y lo mata con un cuchillo; inmediatamente Blazkowicz comienza a matar a todos los Nazis con los que se cruza, rescatando a Anya, escapando del manicomio y llevándose consigo al oficial Nazi como rehén. 
Después de rescatar a Anya, esta lleva a B.J. a la casa de sus abuelos, contándoles lo ocurrido, y se entera de que se encuentra en 1960: los alemanes ganaron la guerra gracias a su avanzada tecnología, logrando la conquista de casi todo el mundo; los Estados Unidos se rindieron luego de que los Nazis atacaran el país mediante bombardeos nucleares, cumpliéndose así el mayor temor de Blazkowicz. No obstante B.J. todavía cree que existe una resistencia, por lo que después de interrogar brutalmente al general Keller se entera de que la resistencia se encuentra encarcelada en la prisión de Eisenwald, en Berlín.  
B.J. junto con Anya y gracias a la ayuda de sus abuelos, se dirigen allí en tren, donde Blazkowicz tiene un momento perturbador cuando conoce a la oficial Nazi Irene Frau Engel, la cual lo interroga a punta de pistola sobre su pureza racial; por fortuna solamente era una broma cruel de parte de la oficial. Aquel momento deja particularmente afectado a Blazkowicz, quien es consolado por Anya, teniendo más adelante, y durante su viaje, relaciones sexuales. A su llegada a Berlín, Anya ayuda a Blazkowicz a infiltrarse en la prisión de Eisenwald ayudándole a colarse en un camión de transporte de prisioneros, donde presencia la transformación de Berlín luego de ganar la Guerra. Una vez dentro, Blazkowicz consigue llegar al lugar donde tienen cautivos a los miembros de la resistencia y se percata de que uno de ellos es el compañero que decidió salvar en 1946 (Wyatt o Fergus). Luego de escapar de la prisión con Wyatt o Fergus, dependiendo de a quién salvara Blazkowicz, llegan al cuartel de la resistencia, también conocido como "Círculo de Kreisau", en donde se reencuentra con Caroline Becker, quien para sorpresa de Blazkowicz, aún estaba viva, pero paralizada de la cintura para abajo, debido al disparo de Hans Gross en 1943.  
Inspirados por el regreso de Blazkowicz, Caroline lo envía en una misión a Londres hacía el centro de investigación espacial y a la vez museo London Náutica, para robar unos prototipos de helicópteros indetectables a los radares y silenciosos en vuelo. A su llegada, B.J. es testigo del sacrificio de Bobby Bram, su acompañante y miembro de la resistencia, quien se lanza de forma suicida contra la entrada principal del edificio para permitirle a B.J. ingresar sin ser visto. En el camino de robar los helicópteros, B.J. se encuentra unos papeles que mencionan algo llamado Da'at Yichud y una lista de nombres, mientras Anya, en Berlín, averigua quién es uno de ellos y dónde está: un judío alemán de nombre Seth Rot, el cual fue obligado por los Nazis a desarrollar un tipo de hormigón súper resistente con el cual los Nazis pudieron fabricar sus enormes edificios en poco tiempo. De todas formas, Set modificó intencionalmente este hormigón para que se desmorone con la exposición al moho al crecer desde su interior. Por lo que, creyendo que sería un aliado importante para la resistencia, el Círculo de Kreisau prepara un plan de rescate. 
Tras descifrar los documentos, Anya cuenta que Set Roth está en un campo de trabajos forzados llamado Belica, localizado en la Croacia anexionada. B.J. es enviado allí infiltrándose entre los prisioneros y encuentra a Set Roth, el cual le revela a B.J. haber pertenecido al Da'at Yichud: una sociedad secreta judía que desapareció luego de la Guerra, debido a que Calavera descubrió uno de sus refugios y replicó mediante ingeniería inversa toda su tecnología, permitiéndole a los Nazis derrotar a los aliados. Tras ver el convencimiento de B.J., Set accede a unirse a la resistencia a cambio de que este ayude a liberar a los prisioneros y destruir el campo de trabajos forzados; por lo que colabora con Set para apoderarse de una batería para un control remoto diseñado por el científico en secreto, el cual le permitiría controlar al robot más grande del campo de prisioneros. Afortunadamente para Blazkowicz, cuando este es capturado por Frau Engel, la persona a cargo del campo de prisioneros, quien lo reconocería del tren y estaba a punto de ejecutarlo, Set pone en funcionamiento al robot, desfigurando la cara de la oficial y permitiéndole a B.J. escapar del lugar junto con varios prisioneros. Ya en el escondite de la resistencia, Set les informa que su organización tiene muchos más refugios con tecnología similar a la que Calavera robó y con la cual pueden cambiar el curso de la guerra contra los Nazis. Set Roth repara un deslizador de túneles nazi para infiltrarse por las catacumbas de Berlín, luego B.J. roba un tren con torpedos que se dirigen hacia un submarino para infiltrarse en este y poder ir a un refugio Da'at Yichud situado en las profundidades del Océano Atlántico y poder usar algunos de los artefactos de allí. Después de robar el submarino, se dan cuenta de que tiene un cañón nuclear, pero las claves de descifrado para dispararlo se encuentran en una base en la Luna. En el refugio Da'at Yichud, Wyatt o Fergus encuentra un traje que le da superfuerza a quien lo tenga y B.J. decide que Caroline se lo quede para que pueda caminar, ya que no puede hacerlo. Además del traje, también se llevan consigo un aparato al que Set llama "Huso de Torsión".
Entonces se les ocurre un plan para conseguir las claves de descifrado, en el cual tendría que robarle los documentos a un general que iría a la Luna, pero este se encontraba en un tren en el Puente de Gibraltar. Usando el Huso de Torsión, B.J. por accidente destruye una parte del puente. Luego de robar los documentos, William viaja a la Luna, consigue las claves y roba una nave para regresar a la Tierra, pero se estrella en el London Náutica, donde tiene que destruir a un robot gigantesco llamado London Monitor. Después de esto, Blazkowicz se entera de que los nazis descubrieron la guarida y capturaron a Anya, Bombate (un amigo que rescatamos en Belica) y a Set.
De vuelta en Berlín, Blazkowicz rescata a Wyatt o Fergus y junto con este van en el submarino hacia la guarida de Calavera para matarlo de una vez por todas. Junto con estos dos sobrevivieron Caroline y Max Hass, un hombre que tiene un problema en el cerebro y solo sabe decir dos palabras: Max Hass, su nombre. Ya en la guarida de Calavera, Blazkowicz se encuentra con el general Calavera, pero este libera a un robot que tiene el cerebro del amigo que B.J. decidió sacrificar en 1946. Después de "liberar" a su amigo, aparece el general con su armadura que posee un escudo impenetrable, pero solo por unos dirigibles que B.J. destruye. Después de esto y de desactivar a la máquina de Calavera, Blazkowicz empieza a clavar su cuchillo muchas veces en el cuerpo del general pero este saca una granada y la detona, pero Blazkowicz no muere, aunque queda mal herido. Luego de ver que Anya y otros prisioneros escapaban B.J. le dice al submarino que dispare el cañón nuclear y allí termina el juego, pero luego de esto se pueden ver los créditos finales.

## Desarrollo
El desarrollo empezó en el 2010, justo después de que id Software le cedió los derechos a MachineGames. El equipo de desarrollo se inspiró en juegos anteriores de la serie, particularmente enfocándose en el combate y elementos de aventura. En su lanzamiento, el juego recibió reseñas positivas, especialmente en lo referente al combate y la narrativa del juego.
Debido a cuestiones relacionadas con la normativa sobre simbología nazi en Alemania, existe una versión especial del juego para el mercado Alemán que omite este tipo de simbología en el juego así como algunas ligeras modificaciones en los diálogos para evitar menciones a Hitler.